# 伊藤孝太郎
伊藤 孝太郎（いとう こうたろう、1988年8月10日 - ）は、日本の俳優。東京都出身。フリーランスで活動。

## 来歴
2009年、株式会社２年３組に所属。10月、舞台「HARD　TO　HOLD」で俳優デビュー。
2014年4月1日、STYLISH BOYSメンバーとして加入。
2016年Japan Music Entertainment Group株式会社アイズに所属。2022年1月1日Japan Music Entertainment Group株式会社オフィス24に移籍。
2024年12月31日付でジャパン・ミュージックエンターテインメント（オフィス24）を退所。今後はフリーランスで活動。

## 人物
- 身長170cm、体重62kg。
- スリーサイズは、Ｂ93 Ｗ73 Ｈ91 Ｓ26.5。
- 名付親は勝新太郎。
- 特技は乗馬・陸上・アクション・殺陣、趣味はサーフィン・ボクシング。

## 出演
※太文字は主演

### CM
- サッポロビール「箱根駅伝用CM」

### ドラマ
- 「八重の桜」（2013年、NHK） - 同志社大学学生 役
- 「彼が僕に恋した理由」（2020年、TOKYO MX 他） - 日向直人 役
- 「僕が彼に恋した理由年末SP」（2020年、TOKYO MX 他） - 日向直人 役
- 「おるおるオードリー」（2022年10月8日、テレビ朝日） - 地元ノリ強すぎ君編 タナチュー 役
- 「うちの弁護士は手がかかる」 第4話（2023年11月3日、フジテレビ） - 後藤敦 役[1]

### 映画
- 「傷だらけの天使」監督:阪本順治（1997年4月19日公開）
- 「蘇る金狼Ⅱ」監督:渡辺武（1998年2月21日公開）
- 「ローカルボーイズ!」監督:堀江慶（2010年3月19日公開）
- 「人類資金」監督:阪本順治（2013年10月19日公開） - 募金箱の大学生 役
- 「メサイア外伝 -極夜 Polar night-」監督:山口ヒロキ（2017年6月17日公開） - 周グエン衝吾 役
- 「HIGH&LOW THE WORST X」監督:二宮"NINO"大輔（2022年9月9日公開）

### 舞台
- 「HALD TO HOLD」（2009年10月、池袋シアターグリーン）
- 「BUTLER×BATTLER」（2010年12月、シアター1010）
- 「VOYAGE～光の射す方へ～」（2011年3月、新宿シアターサンモール）
- 「PEACE MAKER～新撰組参上～」（2011年6月、シアターGロッソ）
- 「真田十勇士～ボクらが守りたかったもの～」（2011年12月、天王洲 銀河劇場）
- 「Peach boy’s」（2012年3月、新宿シアターサンモール）
- 「オアシスの旅人たち」（2012年11月、TACCS1179） - 片山義人 役
- 「バイオハザードカフェで朝食を」（2013年2月、俳優座劇場）
- 「アイベツリク～俺がお前を愛してやる～」（2013年7月、相鉄本多劇場）
- 「新戦国浪漫イナズマ」（2013年9月、萬劇場）
- 「川太郎の恋」（2013年10月、TACCS1179） - 川太郎 役
- 「銀河英雄伝説 第四章 前篇」（2013年11月、東京国際フォーラム ホールC） -  レックス・スタウト 役
- 「WILD HALF〜奇跡の確率〜」（2014年1月、豊島区民センターコア・いけぶくろ） - 田中吉康 役
- 「銀河英雄伝説 第四章 後編」（2014年2月、青山劇場）
- 「HIDEYOSHI」（2014年3月、八幡山ワーサルシアター）
- 「マジハウス」（2014年5月、中野テアトルBONBON） 主演
- 「げんせんじゃ～！2014ver.」（2014年7月、萬劇場）
- 「天元突破グレンラガン炎撃篇」（2014年10月、全労済ホール／スペース・ゼロ） - シモン 役
- 「離スタート！Oh room!2」（2014年12月、萬劇場）
- 「迷探亭小南事件簿～長い友との始まりに～」（2015年1月、萬劇場）
- 「SIX　DAYS」（2015年4月、新宿シアターサンモール）
- 「天元突破グレンラガン炎撃篇-其の弐・其の参-」（2015年9月、シアター1010） - シモン 役
- 「チックジョ～～」（2015年10月、全労済ホールスペースゼロ） - 前田利家 役
- 「絢爛ベルエポック」（2015年12月、CBGKシブゲキ!!）
- 「Sin of Sleeping Snow」（2016年6月、Zeppブルーシアター六本木） - 前田利家 役
- 「ホイッスル！～BREAK THROUGH 壁を突き破れ～」（2016年8月、シアター1010） - 田中衛 役
- 「ENDorphin」（2016年12月、全労済ホール／スペースゼロ）  - 山背大兄皇子/トムソーヤ/もうひとりの自分 役
- 「メサイア-暁乃刻-」（2017年2月、サンシャイン劇場 / 森ノ宮ピロティホール） - 周グエン衝吾 役
- 「ダイヤのA TheLIVE IV」（2017年4月、シアター1010 / 梅田芸術劇場 シアタードラマシティ） - 白河勝之 役
- 「From Three Sons of Mama Fratelli」（2017年6月7月、Zeppブルーシアター六本木 / 梅田芸術劇場 シアタードラマシティ） - リング / 前田利家 役
- 「森奈津子芸術劇場」"哀愁主人、情熱奴隷"（2017年7月、紀伊國屋ホール） - 経時 役
- 「ダイヤのA TheLIVE V」（2017年9月、兵庫 / 広島 / 福岡 / 東京） - 白河勝之 役
- 「四谷怪談」（2017年12月、全労済ホール／スペースゼロ） - 直助 役[2]
- 「メサイア-月詠乃刻-」（2018年4月、シアターGロッソ / メルパルクホール大阪） - 周グエン衝吾 役[3][4]
- 「宇宙戦艦ティラミス」（2018年7月8月、シアターサンモール / 岐阜市文化センター / ABCホール） - スバルB 役[5][6]
- 「傷だらけの猪は、希望の光へ猛進する」（2019年3月、シアターグリーン BOX in BOX THEATER） - 木村直樹 役[7]
- 「Lullaby」（2019年10月、シアターサンモール） - 加藤清正 役[8]
- 「PSY・S」（2019年11月、シアター1010 / 梅田芸術劇場 シアタードラマシティ） - エドモンド大佐 役[9]
- 「舞台『宇宙戦艦ティラミスII』～蟹・自分でむけますか～」（2019年12月、IMPホール / 2020年1月、品川プリンスホテル クラブeX） - スバルビヨンド 役[10]
- 「戦国学園〜令和決戦！天下取り〜」（2020年3月、浅草花劇場） - 上杉鴛鴦 役[11]
- 「ファントム・ライセンス」（2020年9月、シアターサンモール） → 新型コロナウィルスの影響で公演中止
- 「音楽劇『モンテ・クリスト伯』」（2020年8月、明治座） - マクシミリアン 役[12]
- 「EMPEROR WARS」（2021年3月、シアターサンモール） - 加藤清正 役[13]
- 「Requiem」（2021年9月 - 10月、シアターサンモール） - 三ツ星 役[14]
- 「うみねこのなく頃に〜Stage of the golden Witch〜」（2022年3月 - 4月、CBGKシブゲキ!!） - 右代宮譲治 役[15]
- 「宇宙戦艦ティラミス～銀河列車で遊郭行きてぇなぁ編～」（2022年10月、こくみん共済 coop ホール／スペース・ゼロ） - スバル・ビヨンド 役
- 「風都探偵 The STAGE」（2022年12月29日 - 2023年1月25日、サンシャイン劇場 / 梅田芸術劇場 シアター・ドラマシティ） - 坪崎忠太 役[16]
- 「舞台『宇宙戦艦ティラミス』完結編〜ファイナルラストはエンドの終わり〜」（2023年9月、瑞穂市サンシャインホール / IMAホール） - スバル・ビヨンド 役[17]
- 「うみねこのなく頃に〜Stage of the golden Witch〜Episode3」（2024年2月、こくみん共済 coop ホール／スペース・ゼロ） - 右代宮譲治 役[18]
- 「うみねこのなく頃に〜Stage of the golden Witch〜Episode4」（2024年9月、こくみん共済 coop ホール／スペース・ゼロ） - 右代宮譲治 役[19]
- 「Since Memory Chronicles」（2024年12月、新宿シアターサンモール）[20]
- 「うみねこのなく頃に〜Stage of the golden Witch〜Episode5」（2025年2月20日 - 24日、こくみん共済 coop ホール／スペース・ゼロ） - 右代宮譲治 役[21]

### イベント
- 「天元突破グレンラガン～炎撃篇～特別番外編」《 紅蓮 FES’ 2015 》（2015年5月30日、新宿RUIDO K4）
- 「笛ステまでのカウントダウンイベント!!」（2016年5月22日、四谷区民ホール）
- 「メサイア-宵宮乃刻-」（2016年9月17日、ニッショーホール）
- 「バカどれ2017」（2017年12月29日、全労済ホール／スペースゼロ）
- 「4人DEなにすんの！？～ツッコミ不在のトークショー～」（2018年2月18日、ポニーキャニオン1Fイベントスペース）
- 「December Fes by Yusuke Ueda」（2018年12月1日） - 2部ゲスト
- 「『宇宙戦艦ティラミス』DVD発売記念イベント」（2019年4月6日、時事通信ホール）
- 「DisGOONie FES 『20 SEASONS!』」（2020年2月2日、EXシアター六本木）
- 「『宇宙戦艦ティラミスII』DVD発売記念イベント」（2020年8月16日、ニッショーホール）
- 「うみねこのなく頃に～Stage of the golden Witch～」オーディオコメンタリー形式上映会　（2022年10月22日、秋葉原エンタス）